# محمد سار
محمد سار (بالفرنسية: Mohamed Sarr)‏، من مواليد 23 ديسمبر 1983 في داكار في السنغال، لاعب كرة قدم سنغالي.
بدأ مسيرته الكروية مع نادي تريفيزو الإيطالي، وفي عام 2001 انتقل إلى نادي إيه سي ميلان الإيطالي، ولعب معهم حتى عام 2005، وشارك معهم في مباراة واحدة، وفي موسم 2002/2003 أعير إلى نادي غلطة سراي التركي، ولعب معهم 7 مباريات وسجل هدف واحد، وفي موسم 2002/2003 أعير إلى نادي أنكونا الإيطالي، ولعب معهم 19 مباراة وسجل هدف واحد، وفي موسم 2003/2004 أعير إلى نادي أتالانتا الإيطالي، وشارك معهم في 22 مباراة، وفي موسم 2004/2005 أعير إلى نادي فيتوريا الإيطالي، وشارك معهم في 29 مباراة وسجل هدف واحد، ومنذ عام 2005 وهو يلعب مع نادي ستاندارد لياج البلجيكي.
منذ عام 2001 وهو يلعب مع منتخب السنغال لكرة القدم.

## روابط خارجية
- محمد سار على موقع اتحاد تركيا (لاعب) (الإنجليزية)
- محمد سار على موقع قاعدة بيانات كرة القدم.إي يو (الإنجليزية)
- محمد سار على موقع ناشيونال فوتبول تيمز (الإنجليزية)
- محمد سار على موقع عالم كرة القدم.نت (الإنجليزية)
- محمد سار على موقع كووورة